# Supercoppa portoghese 2023 (pallavolo maschile)
La Supercoppa portoghese 2023, 27ª edizione della Supercoppa nazionale di pallavolo maschile, si è svolta il 5 ottobre 2023: al torneo hanno partecipato due squadre di club portoghesi e la vittoria finale è andata per l'undicesima volta al Benfica.

## Formula
La formula ha previsto una gara unica.

## Squadre partecipanti
| Squadra           | Qualificazione                                                  |
| ----------------- | --------------------------------------------------------------- |
| Benfica           | Vincitrice Coppa di Portogallo 2022-23/Primeira Divisão 2022-23 |
| Fonte do Bastardo | Finalista Coppa di Portogallo 2022-23                           |

## Torneo
| 5 ottobre 2023 Pavilhão Santo Tirso, Santo Tirso Durata: 1h:22 - Spettatori: 1 432 | Benfica | 3 - 0 | Fonte do Bastardo | 25-17, 25-21, 25-14 |